# Díode làser

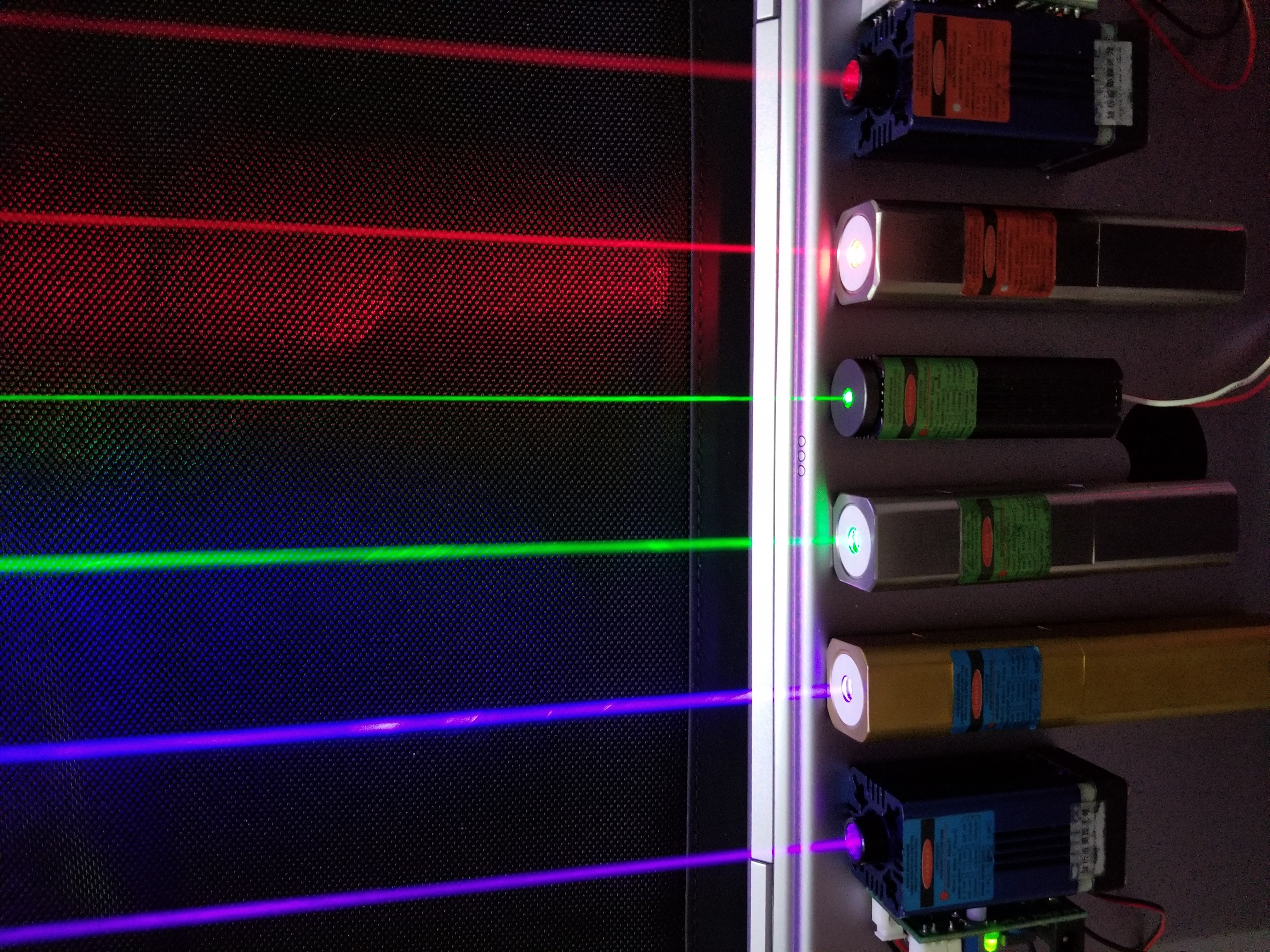
Díode làser

Un díode làser és un dispositiu semiconductor semblant als díodes LED però que sota les condicions adequades emet llum làser. A vegades es denomina díodes làser d'injecció, o per les seues sigles angleses LD o ILD.

## Principi de funcionament
Quan un díode convencional o LED es polaritza en directa, els buits de la zona p es mouen cap a la zona n i els electrons de la zona n cap a la zona p; estos dos desplaçaments de càrregues constituïxen el corrent que circula pel díode. Si els electrons i buits estan en la mateixa regió, poden recombinar-se caient l'electró al buit i emetent un fotó amb l'energia corresponent a la banda prohibida (vegeu semiconductor). Esta emissió espontània es produïx en tots els díodes, però només és visible en els díodes LED que tenen una disposició constructiva especial amb el propòsit d'evitar que la radiació siga reabsorbida pel material circumdant, i una energia de la banda prohibida coincident amb l'espectre visible; en la resta de díodes, l'energia es dissipa en forma de radiació infraroja.
En condicions apropiades, l'electró i el buit poden coexistir un breu temps, de l'orde de mil·lisegons, abans de recombinar-se, de forma que si un fotó amb l'energia apropiada passa per casualitat per allí durant eixe període, es produirà l'emissió estimulada (vegeu làser), és a dir, al produir-se la recombinació el fotó emès tindrà igual freqüència, polarització i fase que el primer fotó.
En els díodes làser, el cristall semiconductor té la forma d'una làmina prima aconseguint-se així una unió p-n de grans dimensions, amb les cares exteriors perfectament paral·leles. Els fotons emesos en la direcció adequada es reflectiran repetidament en dites cares estimulant al seu torn l'emissió de més fotons, fins que el díode comença a emetre llum làser.